# Heka
Heka was een god uit de Egyptische mythologie die de magie (toverkunst) personifieert.
Heka betekent 'de Ka activeren' en in deze hoedanigheid zou hij een zoon zijn van Atoem. Soms is hij ook een zoon van Chnoem. In een gevecht zou hij twee slangen hebben overwonnen. Het genezen van zieken werd ook gezien als een vorm van toverkunst.